# Adina-Ioana Vălean
Adina Ioana Vălean (Băicoi, 16 de febrer de 1968) és una política romanesa, diputada europea des del 2007. El juliol de 2019 va ser nomenada presidenta de la Comissió d'Indústria, Recerca i Energia del Parlament Europeu. Des de l'1 de desembre de 2019 és comissària europea de Mobilitat i Transport sota la presidència d'Ursula von der Leyen.

## Biografia

### Activitat formativa i professional
Es va llicenciar l'any 1990 en matemàtiques a la Universitat de Bucarest; després de llicenciar-se, va participar en el procés d'integració europea del seu país. Als anys 90 va treballar com a professora. Del 1997 al 1999 va ser directora al Ministeri de Joventut i Esports romanès. Més tard, es va associar amb organitzacions no governamentals.

### Carrera política
Es va afiliar al Partit Nacional Liberal, l'any 2006 va esdevenir vicepresidenta d'aquest grup al districte de Prahova. Va ser responsable de les campanyes electorals del partit. Del 2004 al 2007 va ser membre de la Cambra de Diputats romanesa.
Observadora al Parlament Europeu, l'any 2007 va obtenir el mandat d'eurodiputada. A les eleccions de 2009, es va presentar amb èxit a la reelecció. En la setena legislatura, es va incorporar al Grup de l'Aliança de Demòcrates i Liberals per Europa (es va convertir en vicepresidenta), a la Comissió de Peticions i a la Comissió d'Indústria, Recerca i Energia. El 2014 va ser reelegida al Parlament Europeu.
Des de l'1 de desembre de 2019 és comissària europea de transport de la Comissió encapçalada per Ursula von der Leyen. Entre d'altres, ha continuat projectes com el Cel únic europeu, un projecte d'integració de la Comissió destinat a eliminar les fronteres estatals i a organitzar millor el trànsit aeri per fer-lo més eficient, competitiu, segur i menys nociu per al medi ambient.

### Vida privada
Està casada, des de 2009 amb el seu company de partit i expresident del Senat Crin Antonescu.

## Referèncoes
1. ↑  «Trasporti: Valean, ministri favorevoli a riforma 'cielo unico'» (en italià), 12-10-2020.
2. ↑  «Cos'è il Cielo unico europeo?» (en italià), 30-01-2014.
3. ↑  «Adina Vălean și Crin Antonescu s-au căsătorit» (en romanès).